# نوبویوکی سوزوکی (بازیگر)
نوبویوکی سوزوکی (انگلیسی: Nobuyuki Suzuki; ۲۰ ژوئیهٔ ۱۹۶۳ –) بازیگر اهل ژاپن بود. وی از سال ۱۹۸۷ میلادی تاکنون مشغول فعالیت بوده‌است.